# Edmundo
Edmundo es un nombre de origen germánico que significa "El que defiende sus bienes", según algunos también significa "El que defiende su tierra". Posiblemente llegó a  la península ibérica con la invasión de los visigodos. Sin embargo, es posible que se haya españolizado el nombre del santo inglés "Saint Edmund".

## Onomástica
La Iglesia católica le consagra el 16 de noviembre. San Edmundo fue un rey de Anglia Oriental (Estanglia, un reino anglo-sajón que existió entre los siglos VI y VIII, en el este de Inglaterra) que luchó contra los vikingos. Al negarse a cambiar de religión, es asesinado en 870.

## Variantes
| Variantes en otras lenguas | Variantes en otras lenguas |
| -------------------------- | -------------------------- |
| Español                    | Edmundo                    |
| Alemán                     | Edmund                     |
| Armenio                    | Էդմոնդ (Edmond)            |
| Catalán                    | Edmon                      |
| Checo                      | Edmund                     |
| Danés                      | Edmund                     |
| Esperanto                  | Edmundo                    |
| Euskera                    | Emunda                     |
| Francés                    | Edmond                     |
| Georgiano                  | ედმუნდ (Edmund)            |
| Griego                     | Εδμόνδος (Edmóndos)        |
| Holandés                   | Edmund                     |
| Húngaro                    | Edmund                     |
| Inglés                     | Edmund, Edmond             |
| Italiano                   | Edmondo                    |
| Latín                      | Edmundus                   |
| Letón                      | Edmunds                    |
| Lituano                    | Edmundas                   |
| Noruego                    | Edmund                     |
| Polaco                     | Edmund                     |
| Portugués                  | Edmundo                    |
| Rumano                     | Edmund                     |
| Ruso                       | Эдмунд (Edmund)            |
| Sueco                      | Edmund                     |